# فریدون دولتشاهی
فریدون دولتشاهی (زاده ۲۵ اردیبهشت ۱۳۱۷ – درگذشته ۲۳ خرداد ۱۳۹۱) نویسنده، مترجم و شاعر بود.

## زندگی‌نامه
فریدون دولتشاهی در سال ۱۳۱۷ در محله منیریه تهران متولد شد. وی پس از اخذ دیپلم در تهران راهی لندن شد و در رشته حقوق بین‌الملل تحصیل کرد اما در سال آخر به علت فوت پدر به ایران بازگشت و موفق نشد تحصیلات خود را به پایان برساند.
وی جزو نخستین نسل مترجمان کانون پرورش فکری کودکان و نوجوانان است. با «سازمان صدا و سیما» و همچنین دو روزنامه قدیمی ایران نظیر روزنامه کیهان و روزنامه اطلاعات همکاری داشت و از دهه ۵۰ در روزنامه اطلاعات کتب و مقالات بسیاری را ترجمه و نگاشته‌است. او به گفته خودش، در این سال‌ها با چهره‌هایی چون فرشید مثقالی، نگارگر کتاب‌های کودکان و عباس کیارستمی که در آن دوران به گرافیک و طراحی مشغول بود، همکاری داشت.
مهمترین کتاب دولتشاهی در دوران کار در کانون پرورش کودکان و نوجوانان کتاب میگل است. میگل نوشتهای با نام اصلی " و حالا میگل " از نویسنده آمریکائی جوزف کرامگولد است که در سال ۱۳۵۳ به وسیله دولتشاهی ترجمه شده‌است.
فریدون دولتشاهی از نخستین سال‌های تأسیس واحد مرکزی خبر در سازمان رادیو تلویزیون ملی ایران به این نهاد پیوست و بیش از ۳۰ سال در بخش‌های مختلف خبری فعالیت کرد و از همین سازمان بازنشسته شد. دولتشاهی در ابتدای دهه ۶۰ به روزنامه اطلاعات پیوست و تا آخرین روزهای حیاتش در این مؤسسه به کار مشغول بود. از مرحوم فریدون دولتشاهی در طول ماه‌های همکاری‌اش با روزنامه‌اطلاعات، ده‌ها اثر به ویژه در بخش ترجمه که تخصص اصلی‌اش بود، بر جای مانده‌است. بسیاری از ترجمه‌های وی در همکاری با روزنامه اطلاعات ابتدا به صورت پاورقی منتشر شد و خوانندگان زیادی را جذب خود کرد و سپس به صورت کتاب منتشر شد و در اختیار علاقه‌مندان قرار گرفت.
فریدون دولتشاهی سرانجام بر اثر سکته مغزی از دنیا رفت. در روز چهارشنبه ۲۴ خردادماه پیکر وی در بهشت زهرا، در قطعه ۳۰۹، ردیف ۱۳۵، شماره ۲۱ به خاک سپرده شد.

## آثار
کتاب‌های دولتشاهی شامل آثار دوره کار در کانون پرورش کودکان و نوجوانان و سپس روزنامه اطلاعات است. از جمله آثار ترجمه شده توسط این مترجم ایرانی است.
- «یک هزار و نهصد و نود و نه پیروزی بدون جنگ»
- «میگل» ناشر ک‍ان‍ون پ‍رورش ف‍ک‍ری ک‍ودک‍ان و ن‍وج‍وان‍ان، مکان انتشار تهران، سال انتشار ۱۳۵۳، تعداد صفحه ۲۵۲، اندازه ۲۱*۱۷س. م.
- «خ‍اطرات م‍ارگ‍ارت ت‍اچ‍ر»
- «حکومت انکار: بوش در جنگ»
- «جهان باز، واقعیت جهانی شدن»
- ۱۹۹۹ پیروزی بدون جنگ»
- «کشمیر، بهشت زخم خورده»
- «سیا و کنترل مغزها»
- «خاطرات گورباچف»
- «خروشچف و عصر او»
- «اسناد میتروخین، ک.گ. ب و جهان»

او دستی هم در سرودن شعر و غزل داشت و به تفاریق در این زمینه اشعاری را سروده‌است.